# Lygodium lancetillanum
Lygodium lancetillanum är en ormbunkeart som beskrevs av L. D. Gómez. Lygodium lancetillanum ingår i släktet Lygodium och familjen Lygodiaceae. Inga underarter finns listade.